# Micromus lanosus
Micromus lanosus is een insect uit de familie van de bruine gaasvliegen (Hemerobiidae), die tot de orde netvleugeligen (Neuroptera) behoort. 
Micromus lanosus is voor het eerst wetenschappelijk beschreven door Zeleny in 1962.